# Sparks (Nevada)
Sparks es una ciudad ubicada en el condado de Washoe en el estado estadounidense de Nevada. En el año 2020 tenía una población de 108,445 habitantes.

## Geografía
Sparks se encuentra ubicada en las coordenadas 39°33′16″N 119°44′8″O / 39.55444, -119.73556.

## Demografía
Según la Oficina del Censo en 2000 los ingresos medios por hogar en la localidad eran de $45.745, y los ingresos medios por familia eran $52.029. Los hombres tenían unos ingresos medios de $35.215 frente a los $28.242 para las mujeres. La renta per cápita para la localidad era de $21.122. Alrededor del 8,0% de la población estaban por debajo del umbral de pobreza.